# Murcki
Murcki (tiếng Đức: Emanuelssegen) là một quận của Katowice, có diện tích 41,53 km² và năm 2007 có 5.796 cư dân.